# Aphaereta pallidinotum
Aphaereta pallidinotum är en stekelart som beskrevs av Robert A.Wharton 2002. Aphaereta pallidinotum ingår i släktet Aphaereta och familjen bracksteklar. Inga underarter finns listade i Catalogue of Life.